# 岐阜グランドホテル
岐阜グランドホテル（ぎふグランドホテル）は、岐阜県岐阜市長良648番地に本社を置く株式会社岐阜グランドホテルが運営するホテル。本社はホテル内にあり、所在地は同一である。名鉄グループに属する。

## 概要
名古屋鉄道が、系列の地元企業である岐阜乗合自動車（通称：岐阜バス）との合弁事業により運営している。
鵜飼いで知られる長良川河畔に建ち、長良川温泉の中核を担うホテルで、目の前で長良川の鵜飼いを堪能できるロケーションと、名鉄犬山ホテルの運営で蓄積したノウハウを活用した、観光ホテル的な要素とシティホテルらしいサービスを併せ持つホテルである。国際観光ホテル整備法による政府登録ホテル。
天皇や皇族の行幸啓時の時に利用される岐阜県を代表するホテルの一つである。

## 沿革
- 1961年（昭和36年）10月：会社設立
- 1964年（昭和39年）4月：開業
- 1973年（昭和48年）：本館、西館を建設
- 1985年（昭和60年）：西館を改築
- 1986年（昭和61年）：東館を改築
- 1987年（昭和62年）：本館を改築

## レストラン事業
- ホテルの運営の他、レストラン事業を展開している。
  - 国立岐阜大学医学部付属病院（岐阜市柳戸）2階にレストランを出店。
  - 県民ふれあい会館（岐阜市薮田南）に展望レストラン「エトワール」を出店。

## その他
- 2010年（平成22年）6月、天皇（明仁）が第30回全国豊かな海づくり大会臨席時に利用[5]
- 2012年（平成24年）9月、天皇（明仁）皇后が第67回国民体育大会総合開会式臨場時に利用[6]
- 2024年7月、秋篠宮・悠仁が第48回全国高等学校総合文化祭開会式臨場時に利用
- 2024年10月、天皇（徳仁）が第39回国民文化祭開会式臨場時に利用